# Гавриил (Зырянов)
Схиархимандрит Гавриил (в миру Гавриил Фёдорович Зырянов; 14 (26) марта 1844, деревня Фролово, Ирбитский уезд, Пермская губерния — 24 сентября 1915, Казань) — архимандрит Русской православной церкви.
Канонизирован Русской православной церковью в лике преподобных (преподобный Гавриил Седмиезерский). Память — 24 сентября.

## Биография
Родился 14 марта 1844 года в семье зажиточных государственных крестьян, крещён во имя архангела Гавриила. Семья посещала Знаменскую церковь в селе Бобровском, к приходу которой относилась деревня.
В детстве часто болел, ради выздоровления сына Зыряновы дали обет не употреблять мяса и спиртного. В 18 лет Гавриил Зырянов совершил паломничество в Верхотурский Николаевский монастырь к мощам святого Симеона Верхотурского, который несколько раз являлся юноше в видениях и предсказал ему монашество.
13 августа 1864 года (по другим сведениям, 16 августа 1865 года) поступил послушником в Оптину пустынь. 31 июля 1872 года, после увольнения из сословия государственных крестьян, был официально зачислен в обитель и пострижен в рясофор. Нёс послушания на колокольне, в хлебной, в просфорне, был распорядителем на игуменской кухне, духовно окормлялся у Амвросия (Гренкова) и Илариона (Пономарёва).
В 1874 году тяжело заболел, жил в избе на монастырской ловле у Митина завода, выздоровел по молитвам Оптинских старцев.
Осенью 1874 года посетил Киев, Москву. По приглашению архимандрита Григория (Воинова) 28 декабря 1874 года поступил в Высоко-Петровский монастырь, 1 февраля 1875 года зачислен в братию, 13 августа того же года пострижен в мантию с именем Тихон в честь преподобного Тихона Задонского.
20 февраля 1877 года рукоположён во диакона.
Из-за доносов и интриг некоторых насельников 14 августа 1880 года иеродиакон Тихон перешёл в московский Богоявленский монастырь. Обладал хорошим голосом (тенор), часто сослужил епископу Дмитровскому Амвросию (Ключарёву), стал известен в светских кругах любителей церковного пения, что вызывало зависть других иеродиаконов Богоявленской обители.
Поддерживал переписку с Оптинскими старцами, по совету преподобного Амвросия покинул Москву, в июне 1882 года получил отпуск и отправился в Раифский монастырь, где в декабре того же года был принят в число братии.
24 апреля 1883 года рукоположён во иерея. Конфликтовал с архимандритом Вениамином (Аверкиевым). 7 октября 1883 года был назначен экономом Казанского архиерейского дома, через месяц переведён в Седмиезерную пустынь.
4 марта 1889 года назначен духовником и благочинным обители. Участвовал в крестных ходах с главной святыней монастыря — Седмиезерной Смоленской иконой Божией Матери, от которой происходило множество чудотворений.
Осенью 1892 года надорвался, вытягивая монастырский воз из оврага, в тот же день получил тяжёлый ожог пищевода и желудка уксусной эссенцией. В ожидании кончины 5 октября 1892 года по благословению архиепископа Казанского Владимира (Петрова) принял постриг в великую схиму с именем в честь архангела Гавриила.
Пять лет не вставал с постели, часто причащался Святых Таин. За годы болезни он стяжал дары старчества, прозорливости. Благоволивший к Гавриилу архиепископ Казанский Арсений (Брянцев) 8 августа 1901 года назначил иеросхимонаха Гавриила исполняющим обязанности наместника, а затем наместником Седмиезерной пустыни.
9 июня 1902 года возведён в сан архимандрита. В том же году в Казани издал сборник «Поучения и слова». Сборник переиздан «Раифским альманахом» в 2013 году.
Став настоятелем монастыря, схиархимандрит Гавриил проявил недюжинные хозяйственные способности. При нём монастырь превратился не только в духовно благолепное, но и в хорошо организованное экономическое сообщество на самообеспечении. Долгие годы основным источником доходов монастыря была их главная святыня — Седмиезерная икона Божией Матери. С иконой постоянно устраивались крестные ходы в разные районы Казанской епархии. Отец Гавриил, сам не раз принимая участие в таких крестных ходах, убедился, что для иночествующих они приносят немало душевного вреда, и распорядился прекратить их, а зарабатывать на жизнь своими руками. В 7-8 вёрстах от монастыря схиархимандрит Гавриил построил хутор, приобрёл все новые усовершенствованные сельхозмашины, построил обширный скотный двор с улучшенной породой молочного скота, свинарник, пчельник, а также свои печи для обжига глины и кирпичей, кузницу, бондарню, столярную, сапожную, портновские мастерские. На все послушания по хозяйству батюшка старался ставить свою братию, сокращая прежде большое количество наёмных работников.
Как высочайший духовный авторитет архимандрита, так и его активная хозяйственная деятельность вызывали недовольство у нерадивых насельников и в светских кругах. Среди неоднократных жалоб в Синод на него был в 1908 году и донос, в котором его обвиняли в развале монастыря и в принадлежности к социал-демократической партии. Казанский архиепископ Никанор (Каменский) произвёл ревизию в монастыре, 15 мая 1908 года схиархимандрит Гавриил и казначей иеромонах Тихон были отстранены от должностей. По словам архимандрита Симеона (Холмогорова), «батюшка чуть было не умер от потрясения». Официально выселенный из обители, Гавриил некоторое время жил в домике, построенном в пустыни на пожертвования почитателей, затем в Казани. Впоследствии был оправдан.
В конце июля 1908 года приехал в псковский Елеазаров монастырь, настоятелем которого был его духовный сын, архимандрит Иувеналий (Масловский). Для Гавриила был построен домик с церковью во имя архангела Гавриила, освящённой 7 августа 1910 года.
Напряжённую молитвенную жизнь (ежесуточно вычитывал 12 тысяч Иисусовых молитв, полунощницу, кафизмы, часы, вечерню, келейное правило) сочетал со старческим служением и активной перепиской с духовенством и мирянами. В Спасо-Елеазаровской обители в полноте раскрылись старческие дарования отца Гавриила — народ нескончаемым потоком шёл к нему за исцелением души и тела, за советом, утешением, вразумлением. Окормлял насельниц псковского Старого Вознесения Господня и псковского Иоанно-Предтеченского монастырей.
С 1912 года состояние здоровья Гавриила ухудшалось. Предчувствуя скорую кончину, подготовил усыпальницу в Елеазаровой пустыни. Наступление немецких войск летом 1915 года и угроза оказаться на оккупированной территории заставили Гавриила в августе 1915 года уехать в Казань. Тяжелобольной старец поселился на квартире инспектора Казанской духовной академии архимандрита Гурия (Степанова). Перед кончиной схиархимандрита Гавриила причастил иеромонах Иона (Покровский).
Скончался 24 сентября 1915 года. Похоронен в церкви преподобного Евфимия Великого и святителя Тихона Задонского Седмиезерной пустыни.
В 1928—1929 годы обитель была закрыта и впоследствии разорена, захоронение осквернено. Мощи святого вместе с Седмиезерной Смоленской иконой сохранил иеросхимонах Серафим (Кашурин).

## Почитание и канонизация
Ещё при жизни почитался как старец. Первоначально Житие схиархимандрита Гавриила составил его ученик, архимандрит Симеон (Холмогоров).
В 1981 году по благословению епископа Казанского Пантелеимона (Митрюковского) изображение схиархимандрита Гавриила было помещено на иконе «Собор Казанских святых», которая находится в кафедральном Никольском соборе.
В 1996 году Синодальная комиссия по канонизации святых рассмотрела материалы к прославлению старца, 25 декабря 1996 года канонизация схиархимандрита Гавриила была утверждена Патриархом Алексием II. В том же году были составлены тропарь и кондак, в 1998 году — акафист.
С 1997 года мощи преподобного Гавриила находились в храме святого Иоанна Кронштадтского Казанской духовной семинарии, с 30 июля 2000 года — в восстановленной Седмиезерной пустыни.
9 июля 2019 год решением Священный Синод включил в повестку дня очередного Архиерейского Собора вопрос об общецерковном прославлении преподобного Гавриила Седмиезерного.